# Saison 4 de Secret Story
 (juin 2025).
La quatrième saison de Secret Story, est une émission française de téléréalité, diffusée sur TF1 du 9 juillet 2010 au 22 octobre 2010. 

## Principe
Le principe est similaire à celui de l'émission de téléréalité Loft Story,. Les candidats sont enfermés dans une maison appelée « la maison des secrets » pendant . Des caméras sont installées dans toutes les pièces de la maison hormis les toilettes. Ils possèdent tous une cagnotte personnelle et un secret qu'ils doivent garder à tout prix. Le but du jeu étant de trouver le secret des autres candidats. Une « voix » accompagne les participants avec des missions en mettant de l'argent en jeu ou des sanctions. Chaque semaine, les téléspectateurs votent afin d'éliminer un candidat. Le grand gagnant empoche la somme de 186 000 euros.

## Candidats
| Candidats    | Secret                                        |
| ------------ | --------------------------------------------- |
| Benoît       | Nous sommes un faux couple                    |
| Senna        | Nos ex sont dans la maison                    |
| Bastien      | Je suis mentaliste                            |
| Stéphanie    | Nos ex sont dans la maison                    |
| Anne-Krystel | Nous sommes les élus de la voix               |
| Thomas       | Je suis né hermaphrodite                      |
| Amélie       | Je suis un Don Juan au féminin                |
| Chrismaëlle  | Je suis hexakosioihexekontahexaphobe          |
| Maxime       | Je suis miraculé                              |
| Charlotte    | J'ai l'oreille absolue                        |
| Robin        | Nous sommes un faux couple                    |
| Shine        | Je me suis échappée d'une secte               |
| Alexandre    | Je suis un vampire                            |
| Julie        | Nous sommes les élus de la voix               |
| Coralie      | Nos ex sont dans la maison                    |
| John         | Je suis le petit-fils du père des Schtroumpfs |
| Anthony      | Je suis le plus bel homme de France           |
| Ahmed        | Nous sommes les élus de la voix               |
| Marion       | J'ai été l'otage de Human Bomb                |